# Système de coordonnées célestes

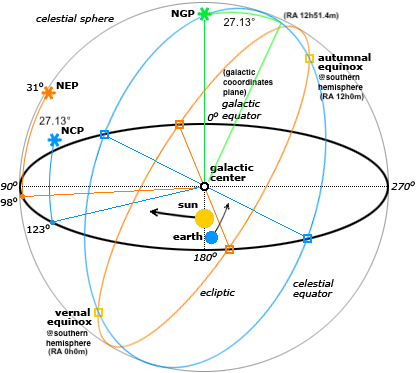

En astronomie, un système de coordonnées céleste est un système de coordonnées permettant de déterminer une position dans le ciel, généralement exprimée en notation décimale ou pseudo-sexagésimale (l'unité de base de l'ascension droite étant cependant l'heure sidérale, équivalente à 15°).
Il existe plusieurs systèmes, utilisant une grille de coordonnées projetée sur la sphère céleste, de manière analogue aux systèmes de coordonnées géographiques utilisés à la surface de la Terre. Les systèmes de coordonnées célestes différent seulement dans le choix du plan de référence, qui divise le ciel en deux hémisphères le long d'un grand cercle (le plan de référence du système de coordonnées géographiques est l'équateur terrestre). Chaque système est nommé d'après son plan de référence :
- système de coordonnées horizontales ;
- système de coordonnées horaires ;
- système de coordonnées équatoriales ;
- système de coordonnées écliptiques ;
- système de coordonnées galactiques.

## Conversions

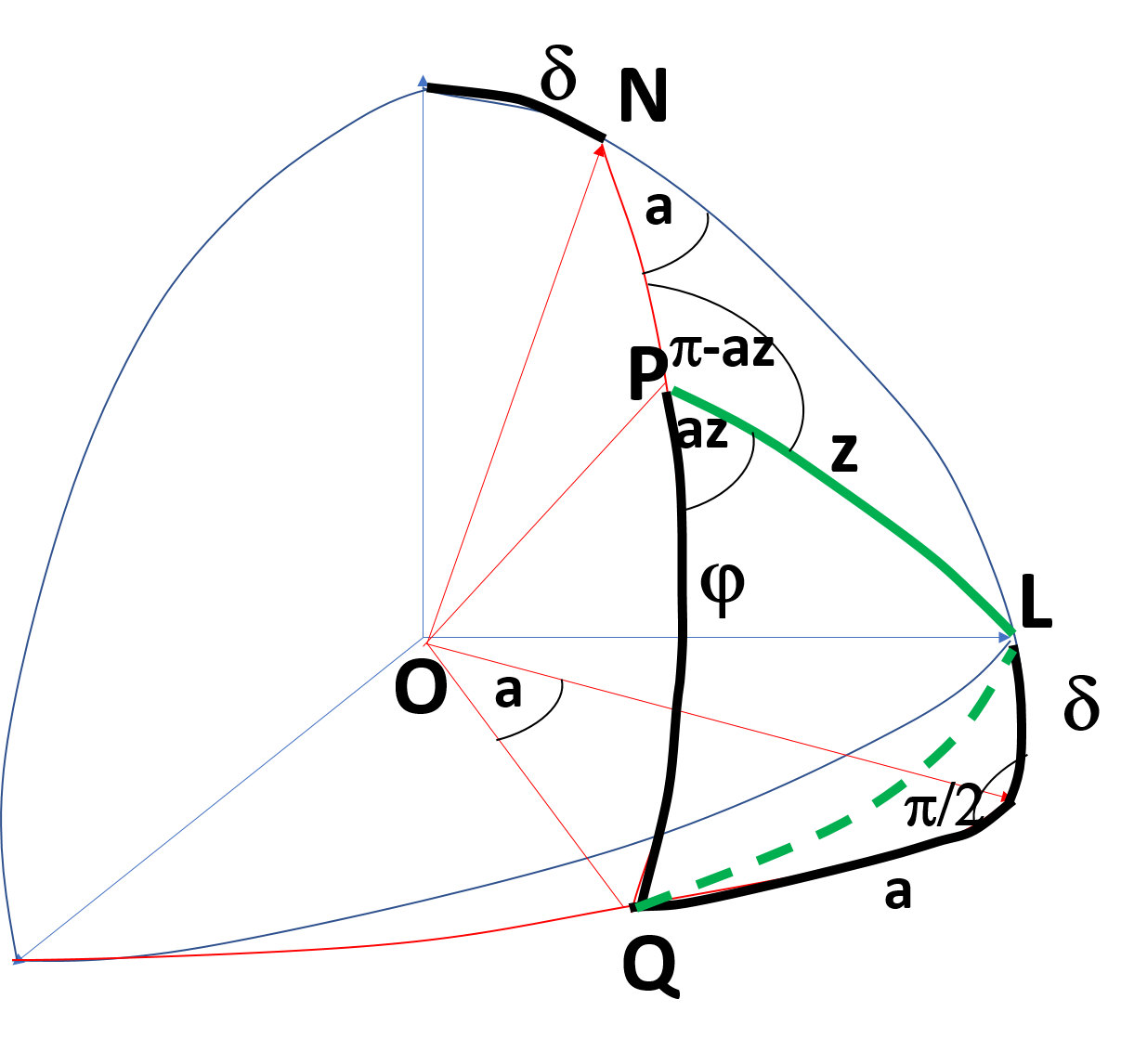
Le système du soleil est en bleu, celui de la terre en rouge. Le soleil est orienté selon OL. P est la position sur terre. a est l'angle horaire. az est l’azimut. z est le zénith. est la latitude. est la déclinaison. Remarque:

Il existe des formules permettant de passer, de proche en proche, d'un système de coordonnées célestes à un autre système de coordonnées célestes.
Dans le formulaire qui suit, les groupes formés de trois formules doivent être entièrement pris en compte (on ne peut se contenter de respecter 2 formules sur 3), car les fonctions inverses des sinus et des cosinus ne donnent pas nécessairement la bonne solution.

Grâce à la trigonométrie sphérique (formule des cosinus), le triangle sphérique {\displaystyle PNL} du graphique livre les relations suivantes :

{\displaystyle \cos(z)=\cos \left({\frac {\pi }{2}}-\varphi \right)\cdot \cos \left({\frac {\pi }{2}}-\delta \right)+\cos(a)\cdot \sin \left({\frac {\pi }{2}}-\varphi \right)\cdot \sin \left({\frac {\pi }{2}}-\delta \right)} mais aussi

{\displaystyle \cos \left({\frac {\pi }{2}}-\delta \right)=\cos \left({\frac {\pi }{2}}-\varphi \right)\cdot \cos(z)+\cos(\pi -az)\cdot \sin \left({\frac {\pi }{2}}-\varphi \right)\cdot \sin(z)}

Le triangle sphérique {\displaystyle PQL} du graphique livre la relation suivante pour le cosinus de l'angle en pointillé :

{\displaystyle \cos(z)\cdot \cos(\varphi )+\cos(az)\cdot \sin(z)\cdot \sin(\varphi )}, qui vaut également {\displaystyle \cos(a)\cdot \cos(\delta )}

Ainsi {\displaystyle \cos(z)\cdot \cos(\varphi )+\cos(az)\cdot \sin(z)\cdot \sin(\varphi )=\cos(a)\cdot \cos(\delta )}

En résumé, nous obtenons, grâce à la trigonométrie sphérique :

{\displaystyle \sin(h)=\sin(\varphi )\cdot \sin(\delta )+\cos(a)\cdot \cos(\varphi )\cdot \cos(\delta )}

{\displaystyle \sin(\delta )=\sin(\varphi )\cdot \sin(h)-\cos(az)\cdot \cos(\varphi )\cdot \cos(h)}

{\displaystyle \sin(h)\cdot \cos(\varphi )+\cos(az)\cdot \cos(h)\cdot \sin(\varphi )=\cos(a)\cdot \cos(\delta )}

formules en tout point identiques à celles indiquées en dessous (il faut juste remplacer {\displaystyle a} par {\displaystyle A_{H}} et {\displaystyle az} par {\displaystyle Z}).
Remarquons enfin que :

{\displaystyle \sin(\varphi )\cdot \cos(\delta )\cdot \cos(a)-\cos(\varphi )\cdot \sin(\delta )=\sin(\varphi )\cdot (\sin(h)\cdot \cos(\varphi )+\cos(az)\cdot \cos(h)\cdot \sin(\varphi ))-\cos(\varphi )\cdot (\sin(\varphi )\cdot \sin(h)-\cos(az)\cdot \cos(\varphi )\cdot \cos(h))}
et donc {\displaystyle \sin(\varphi )\cdot \cos(\delta )\cdot \cos(a)-\cos(\varphi )\cdot \sin(\delta )=\cos(h)\cdot \cos(az)}

### Des coordonnées horizontales aux coordonnées horaires
Connaissant les valeurs respectives Z et h de l'azimut et de la hauteur, la déclinaison δ et l'angle horaire AH peuvent être obtenus grâce aux trois formules suivantes :
où l'angle {\displaystyle \varphi } représente la latitude astronomique du lieu d'observation. L'azimut Z est compté à partir du sud géographique, croissant vers l'ouest.

### Des coordonnées horaires aux coordonnées horizontales
Connaissant les valeurs respectives AH et δ de l'angle horaire et de la déclinaison, la hauteur h et l'azimut Z peuvent être obtenus grâce aux trois formules suivantes :
où l'angle {\displaystyle \varphi } représente la latitude astronomique du lieu d'observation.

### Des coordonnées horaires aux coordonnées équatoriales
Connaissant les valeurs respectives AH et δ de l'angle horaire et de la déclinaison, l'ascension droite α peut être obtenue très simplement grâce à l'unique formule suivante (la déclinaison reste la même) :
où {\displaystyle S_{l}} représente le temps sidéral au moment de l'observation.

### Des coordonnées équatoriales aux coordonnées horaires
Connaissant les valeurs respectives α et δ de l'ascension droite et de la déclinaison, l'angle horaire {\displaystyle A_{H}} peut être obtenu très simplement grâce à l'unique formule suivante (la déclinaison reste la même) :
où {\displaystyle S_{l}} représente le temps sidéral au moment de l'observation.

### Des coordonnées équatoriales vers les coordonnées écliptiques
Connaissant les valeurs respectives α et δ de l'ascension droite et de la déclinaison, les coordonnées écliptiques β (latitude) et λ (longitude) peuvent être obtenues grâce aux trois formules suivantes :
où ε = 23.439281° représente l'obliquité de l'écliptique, c'est-à-dire l'angle que forme le plan de l'équateur terrestre avec le plan de l'orbite terrestre autour du soleil.
On peut, alors, calculer l'arc tangente suivant la formule suivante puis placer l'angle dans le bon quadrant (car tangente a une période de 180° alors que cosinus et sinus ont des périodes de 360°). La fonction atan2 facilite ce calcul. 

### Des coordonnées écliptiques vers les coordonnées équatoriales
Connaissant les valeurs respectives λ et ß de la longitude et de la latitude écliptiques, la déclinaison δ et l'ascension droite α peuvent être obtenues grâce aux trois formules suivantes :
où ε = 23.439281° représente l'obliquité de l'écliptique, c'est-à-dire l'angle que forme le plan de l'équateur terrestre avec le plan de l'orbite terrestre autour du soleil.
On peut, alors, calculer l'arc tangente suivant la formule suivante puis placer l'angle dans le bon quadrant (car tangente a une période de 180° alors que cosinus et sinus ont des périodes de 360°). La fonction atan2 facilite ce calcul. 